# Les Terrasses de la Chaudière
Terrasses de la Chaudière és un complex d'edificis governamentals situat a Gatineau, Quebec, Canadà. Aquest complex va ser construït l'any 1978 com a part de la iniciativa del Primer Ministre Pierre Trudeau de veure més treballadors federals treballant al costat del Quebec del Riu Ottawa. Va ser construït per Robert Campeau i va rebre el seu nom pels salts d'aigua Chaudière Falls del riu Ottawa, propers al complex d'edificis.
Actualment, les seves tres torres hostatgen 6.500 treballadors federals. Els edificis del Department de l'Ambient, la seu de l'Aboriginal Affairs and Northern Development Canada, la seu del Department of Canadian Heritage (Jules Léger Building (South)/Édifice Jules Léger (Sud)), la seu de la Canadian Transportation Agency (Jules Léger Building (South)), la seu de la Canadian Radio-television and Telecommunications Commission (CRTC), i altres entitats governamentals, un hotel i un centre de convencions
La Central tower del complex és la torre més alta en la National Capital Region, amb 30 pisos i una alçada de 124 metres (407 ft).